# Archaeoindris
Archaeoindris ist eine ausgestorbene Primatengattung, die bis vor zumindest wenigen 1000 Jahren auf der Insel Madagaskar lebte. Sie erreichte ein Gewicht von rund 160 bis 200 Kilogramm, was etwa einem ausgewachsenen männlichen Gorilla entspricht, und war damit der größte bislang bekannte Feuchtnasenaffe. Einzig bekannte Art der Gattung ist Archaeoindris fontoynonti.
Archaeoindris wird in die Palaeopropithecidae eingeordnet, eine ausgestorbene madagassische Primatengruppe, die in ihrem Körperbau und wahrscheinlich auch in ihrer Lebensweise Ähnlichkeiten mit den Faultieren aufwies. Archaeoindris war der größte Vertreter dieser Gruppe und dürfte als einzige Art vorwiegend auf dem Boden gelebt haben, in seinem Körperbau zeigt er einige Konvergenzen zu den ebenfalls terrestrischen Riesenfaultieren Amerikas. 
Die Vorderbeine waren deutlich länger als die Hinterbeine, die Schnauze war langgestreckt. Die aufgerichteten unteren Schneidezähne und die langen, schmalen Molaren mit den starken Scherkanten deuten an, dass diese Tiere sich vorrangig von Blättern ernährten.
Unklarheit herrscht über den genauen Zeitpunkt des Aussterbens von Archaeoindris. Die jüngsten gefundenen Überreste werden auf 6000 v. Chr. datiert. Aufgrund der wenigen gefundenen Exemplare wird vermutet, dass die Art selten war und möglicherweise schon vor der Ankunft der Menschen auf Madagaskar vor rund 1500 Jahren ausgestorben ist. Andererseits sind eine Reihe anderer Primaten erst im Anschluss an die Besiedlung dieser Insel verschwunden, sodass Archaeoindris auch bis in diese Zeit überlebt haben könnte. Warum die Gattung letztendlich ausstarb, ist daher noch unklar. Aufgrund seiner Größe und seiner mutmaßlichen langsamen Fortbewegungsweise wäre er sowohl ein leichtes Ziel für Jäger als auch sehr sensibel für ökologische Veränderungen gewesen.